# NGC 6980
NGC 6980 је појединачна звезда у сазвежђу Водолија која се налази на NGC листи објеката дубоког неба.
Деклинација објекта је - 5° 50' 13" а ректасцензија 20h 52m 48,9s. Привидна величина (магнитуда) објекта NGC 6980 износи 13,3 а фотографска магнитуда 15,4.